# Álvaro Faria
Álvaro Faria (6 de Julho de 1954) é um actor, encenador e autor português. Usando o nome de Álvaro Pereira, é também grande-mestre de Xadrez por Correspondência.

## Carreira
Iniciou-se como actor profissional em finais de 1973, na Companhia do Teatro Nacional (Empresa Rey Colaço-Robles Monteiro), na altura sediada no Teatro da Trindade, representando o papel do cego Donato, na peça «O Concerto de Santo Ovídio», de António Buero Vallejo, numa encenação de Portugal, o espectáculo, pronto em Dezembro, só estreou em Janeiro de 1974. Desde então, participou em dezenas de peças, filmes (longas e curtas-metragens, telefilmes e, a nível de voz, filmes de animação), programas televisivos (teatro, séries, telenovelas, etc.) e radiofónicos (peças, folhetins, etc.) e outras actividades.
Representou autores como Gil Vicente, António Ferreira, Almeida Garrett, Almada Negreiros, Bernardo Santareno, Shakespeare, Christopher Marlowe, Lope de Vega, Molière, Sean O’Casey, Eduardo de Filippo, Brecht, Eugene O'Neill, Tennessee Williams, Witckiewicz, Gombrowicz, Jean Anouilh, Peter Weiss, etc. Efectuou digressões à Madeira, Açores, Brasil, Estados Unidos, México, França e Suíça. Participou em numerosas sessões de poesia e lançamentos de livros e apresentou-se diversas vezes como contador de histórias.
Fez parte dos elencos principais de «Origens» e «Palavras Cruzadas», duas das primeiras telenovelas portuguesas.
Ficou conhecido do grande público sobretudo como protagonista da série "Jornalistas", transmitida pela SIC (1997/98). Mais recentemente, entre outras, participou na novela "Sinais de vida" transmitida pela RTP 1.

## Encenador
Como encenador, estreou-se em 1983, tendo-se dedicado, sobretudo, ao teatro para crianças e adolescentes. Dentro do género infanto-juvenil, entre outras, escreveu e encenou «As Aventuras do Zé Latão»

## Autor
Como autor, escreveu mais de uma dezena de peças levadas à cena (algumas em parceria) e ainda guiões (para cinema, documentários, etc.), obras para rádio, etc. Publicou:
- A História de Suleiman (monólogo teatral; Campo das Letras, 2003)
- O Berbicacho (para crianças; Lua Mágica, 2009)
- As Viagens do Zé Latão (teatro infantil; Imprensa Nacional / SPA, 2012)
- O Sobrevivente (romance; Bookbuilders, 2018).

## Xadrezista
Paralelamente, e com o nome de Álvaro Pereira, desenvolveu uma carreira no campo do xadrez, quer como jogador (sobretudo, na modalidade por correspondência: Grande-Mestre Internacional, 5.º classificado no XIII Campeonato do Mundo, primeiro tabuleiro e capitão da selecção nacional que foi 5.º na IX Olimpíada, etc.), quer como organizador, treinador, pedagogo, dirigente, comentador e jornalista. É o recordista ibérico de simultâneas às cegas (Figueira da Foz, 1975 - 26 tabuleiros, 14 vitórias, 11 empates, 1 derrota).
Tem publicados dois livros de xadrez, ambos pela Editora Caminho: "Introdução ao Xadrez".

## Filmografia
- Iratan e Iracema (1987);
- Duas Mulheres, realizado por João Mário Grilo (2009).